# Seznam županov občin v Sloveniji (2010–2014)
Seznam županov občin v Sloveniji z mandatom od 2010 od 2014.
| Občina                                    | Župan                   | Predlagatelj | Vir     |
| ----------------------------------------- | ----------------------- | --- | ------- |
| Občina Ajdovščina                         | Marjan Poljšak          | Nacionalna stranka dela | [ 1 ]   |
| Občina Apače                              | Franc Pižmoht           | Demokratična stranka upokojencev Slovenije | [ 2 ]   |
| Občina Beltinci                           | Matej Gomboši           | Slovenska demokratska stranka | [ 3 ]   |
| Občina Benedikt                           | Milan Gumzar            | Liberalna demokracija Slovenije | [ 4 ]   |
| Občina Bistrica ob Sotli                  | Franjo Debelak          | Jožef Pregrad in skupina volivcev | [ 5 ]   |
| Občina Bled                               | Janez Fajfar            | Demokratična stranka upokojencev Slovenije | [ 6 ]   |
| Občina Bloke                              | Jože Doles              | Nova Slovenija-Krščanska ljudska stranka Slovenska demokratska stranka Slovenska ljudska stranka                                                      | [ 7 ]   |
| Občina Bohinj                             | Franc Kramar            | Vinko Kozelj in skupina volivcev | [ 8 ]   |
| Občina Borovnica                          | Andrej Ocepek           | Socialni demokrati | [ 9 ]   |
| Občina Bovec                              | Danijel Krivec          | Slovenska demokratska stranka | [ 10 ]  |
| Občina Braslovče                          | Branimir Strojanšek     | Socialni demokrati | [ 11 ]  |
| Občina Brda                               | Franc Mužič             | Liberalna demokracija Slovenije | [ 12 ]  |
| Občina Brezovica                          | Metod Ropret            | neodvisni s podporo volivcev | [ 13 ]  |
| Občina Brežice                            | Ivan Molan              | Slovenska demokratska stranka | [ 14 ]  |
| Občina Cankova                            | Drago Vogrinčič         | Slovenska demokratska stranka Slovenska ljudska stranka                                                                                               | [ 15 ]  |
| Mestna občina Celje                       | Bojan Šrot              | Slovenska ljudska stranka | [ 16 ]  |
| Občina Cerklje na Gorenjskem              | Franc Čebulj            | skupina volivcev | [ 17 ]  |
| Občina Cerknica                           | Marko Rupar             | Slovenska demokratska stranka | [ 18 ]  |
| Občina Cerkno                             | Miran Ciglič            | Vojko Zidarič in skupina volivcev | [ 19 ]  |
| Občina Cerkvenjak                         | Marjan Žmavc            | Slovenska demokratska stranka | [ 20 ]  |
| Občina Cirkulane                          | Janez Jurgec            | Slovenska demokratska stranka | [ 21 ]  |
| Občina Črenšovci                          | Anton Törnar            | Slovenska ljudska stranka | [ 22 ]  |
| Občina Črna na Koroškem                   | Romana Lesjak           | Nestrankarska lista Rajka Lesjaka in skupina volivcev                                                                                                 | [ 23 ]  |
| Občina Črnomelj                           | Mojca Čemas Stjepanovič | Demokratična stranka upokojencev Slovenije Zares SMS-Zeleni                                                                                           | [ 24 ]  |
| Občina Destrnik                           | Franc Pukšič            | Slovenska ljudska stranka | [ 25 ]  |
| Občina Divača                             | Drago Božac             | Lilijana Kocjan Žorž In Skupina Volivcev | [ 26 ]  |
| Občina Dobje                              | Franc Leskovšek         | Slovenska ljudska stranka | [ 27 ]  |
| Občina Dobrepolje                         | Janez Pavlin            | Nova Slovenija | [ 28 ]  |
| Občina Dobrna                             | Martin Brecl            | Slovenska ljudska stranka | [ 29 ]  |
| Občina Dobrova - Polhov Gradec            | Franc Setnikar          | Janko Dolinar in skupina volivcev | [ 30 ]  |
| Občina Dobrovnik                          | Marjan Kardinar         | Liberalna demokracija Slovenije | [ 31 ]  |
| Občina Dol pri Ljubljani                  | Primož Zupančič         | Franc Romšak | [ 32 ]  |
| Občina Dolenjske Toplice                  | Janez Muhič             | Socialni demokrati | [ 33 ]  |
| Občina Domžale                            | Toni Dragar             | Lista Toni Dragar | [ 34 ]  |
| Občina Dornava                            | Rajko Janžekovič        | Slovenska demokratska stranka | [ 35 ]  |
| Občina Dravograd                          | Marijana Cigala         | Enotna lista 2010 | [ 36 ]  |
| Občina Duplek                             | Janez Ribič             | Slovenska ljudska stranka | [ 37 ]  |
| Občina Gorenja vas - Poljane              | Milan Janez Čadež       | Slovenska demokratska stranka | [ 38 ]  |
| Občina Gorišnica                          | Jožef Kokot             | Slovenska ljudska stranka | [ 39 ]  |
| Občina Gorje                              | Peter Torkar            | Katjuša Torkar in skupina volivcev | [ 40 ]  |
| Občina Gornja Radgona                     | Anton Kampuš            | Socialni demokrati | [ 41 ]  |
| Občina Gornji Grad                        | Stanko Ogradi           | Slovenska ljudska stranka | [ 42 ]  |
| Občina Gornji Petrovci                    | Franc Šlihthuber        | Boštjan Šlihthuber in skupina volivcev | [ 43 ]  |
| Občina Grad                               | Daniel Kalamar          | Kristina Marič in skupina volivcev | [ 44 ]  |
| Občina Grosuplje                          | Peter Verlič            | Slovenska demokratska stranka | [ 45 ]  |
| Občina Hajdina                            | Stanislav Glažar        | Slovenska demokratska stranka Socialni demokrati Demokratična stranka upokojencev Slovenije                                                           | [ 46 ]  |
| Občina Hoče - Slivnica                    | Jožef Merkuš            | Socialni demokrati | [ 47 ]  |
| Občina Hodoš                              | Rudolf Bunderla         | Rudolf Bunderla | [ 48 ]  |
| Občina Horjul                             | Janko Jazbec            | Nova Slovenija | [ 49 ]  |
| Občina Hrastnik                           | Miran Jerič             | Liberalna demokracija Slovenije | [ 50 ]  |
| Občina Hrpelje - Kozina                   | Zvonko Benčič Midre     | Socialni demokrati | [ 51 ]  |
| Občina Idrija                             | Bojan Sever             | Socialni demokrati Zares Liberalna demokracija Slovenije                                                                                              | [ 52 ]  |
| Občina Ig                                 | Janez Cimperman         | Slovenska ljudska stranka | [ 53 ]  |
| Občina Ilirska Bistrica                   | Emil Rojc               | Socialni demokrati | [ 54 ]  |
| Občina Ivančna Gorica                     | Dušan Strnad            | Slovenska demokratska stranka | [ 55 ]  |
| Občina Izola                              | Igor Kolenc             | Igor Kolenc in skupina volivcev | [ 56 ]  |
| Občina Jesenice                           | Tomaž Tom Mencinger     | Socialni demokrati | [ 57 ]  |
| Občina Jezersko                           | Jurij Markič            | Ivan Kavaš in skupina volivcev | [ 58 ]  |
| Občina Juršinci                           | Alojzij Kaučič          | Slovenska ljudska stranka | [ 59 ]  |
| Občina Kamnik                             | Marjan Šarec            | Stanka Kregar in skupina volivcev | [ 60 ]  |
| Občina Kanal                              | Andrej Maffi            | Slovenska ljudska stranka | [ 61 ]  |
| Občina Kidričevo                          | Anton Leskovar          | Slovenska demokratska stranka | [ 62 ]  |
| Občina Kobarid                            | Darja Hauptman          | Slovenska demokratska stranka | [ 63 ]  |
| Občina Kobilje                            | Stanko Gregorec         | Slovenska ljudska stranka | [ 64 ]  |
| Občina Kočevje                            | Vladimir Prebilič       | Lilijana Štefanič in skupina volivcev | [ 65 ]  |
| Občina Komen                              | Danijel Božič           | Liberalna demokracija Slovenije Zveza za Primorsko | [ 66 ]  |
| Občina Komenda                            | Tomaž Drolec            | Viktorija Drolec in skupina volivcev | [ 67 ]  |
| Mestna občina Koper                       |                         | | [ 68 ]  |
| Občina Kostanjevica na Krki               | Mojmir Pustoslemšek     | Vinko Žibert in skupina volivcev | [ 69 ]  |
| Občina Kostel                             | Valentin Južnič         | Ljuba Južnič in skupina volivcev | [ 70 ]  |
| Občina Kozje                              | Dušan Andrej Kocman     | Milivoj Kocman In Skupina Volivcev | [ 71 ]  |
| Mestna občina Kranj                       | Mohor Bogataj           | Stranka za napredek krajevnih skupnosti | [ 72 ]  |
| Občina Kranjska Gora                      | Jure Žerjav             | Liberalna demokracija Slovenije | [ 73 ]  |
| Občina Križevci                           | Branko Belec            | Boris Onišak | [ 74 ]  |
| Občina Krško                              | Franc Bogovič           | Slovenska ljudska stranka | [ 75 ]  |
| Občina Kungota                            | Igor Stropnik           | Slovenska demokratska stranka | [ 76 ]  |
| Občina Kuzma                              | Jožef Škalič            | Aleksandra Škalič in skupina volivcev | [ 77 ]  |
| Občina Laško                              | Franc Zdolšek           | Slovenska ljudska stranka | [ 78 ]  |
| Občina Lenart                             | Janez Kramberger        | Slovenska ljudska stranka | [ 79 ]  |
| Občina Lendava                            | Anton Balažek           | Marija Unger in skupina volivcev | [ 80 ]  |
| Občina Litija                             | Franc Rokavec           | Slovenska ljudska stranka | [ 81 ]  |
| Mestna občina Ljubljana                   | Zoran Janković          | Tjaša Möderndorfer s skupino volivcev | [ 82 ]  |
| Občina Ljubno                             | Franjo Naraločnik       | Greta Naraločnik in skupina volivcev | [ 83 ]  |
| Občina Ljutomer                           | Olga Karba              | Cvetko Melin in skupina volivcev | [ 84 ]  |
| Občina Logatec                            | Berto Menard            | Slovenska demokratska stranka | [ 85 ]  |
| Občina Log - Dragomer                     | Mladen Sumina           | Gabriela Petrič Grabnar in skupina volivcev | [ 86 ]  |
| Občina Loška Dolina                       | Janez Komidar           | Nova Slovenija | [ 87 ]  |
| Občina Loški Potok                        | Janez Novak             | Alojzij Ruparčič in skupina volivcev | [ 88 ]  |
| Občina Lovrenc na Pohorju                 | Joško Manfreda          | Socialni demokrati | [ 89 ]  |
| Občina Luče                               | Ciril Rosc              | Tomaž Robnik in skupina volivcev | [ 90 ]  |
| Občina Lukovica                           | Matej Kotnik            | Anton Pogačar in skupina volivcev | [ 91 ]  |
| Občina Majšperk                           | Darinka Fakin           | Slovenska ljudska stranka | [ 92 ]  |
| Občina Makole                             | Alojz Gorčenko          | Nada Šket in skupina volivcev | [ 93 ]  |
| Mestna občina Maribor                     | Franc Kangler           | Slovenska ljudska stranka | [ 94 ]  |
| Občina Markovci                           | Milan Gabrovec          | Liberalna demokracija Slovenije | [ 95 ]  |
| Občina Medvode                            | Stanislav Žagar         | Roman Debeljak in skupina volivcev | [ 96 ]  |
| Občina Mengeš                             | Franc Jerič             | Jure Jerič in skupina volivcev | [ 97 ]  |
| Občina Metlika                            | Renata Brunskole        | Slavko Brunskole in skupina volivcev | [ 98 ]  |
| Občina Mežica                             | Dušan Krebel            | Za svetlo prihodnost Mežice | [ 99 ]  |
| Občina Miklavž na Dravskem polju          | Leopold Kremžar         | Liberalna demokracija Slovenije | [ 100 ] |
| Občina Miren - Kostanjevica               | Zlatko Martin Marušič   | Aleksander Zavadlav in skupina volivcev | [ 101 ] |
| Občina Mirna Peč                          | Zvonko Lah              | Slovenska demokratska stranka | [ 102 ] |
| Občina Mislinja                           | Franc Šilak             | Socialni demokrati | [ 103 ] |
| Občina Mokronog - Trebelno                | Anton Maver             | Irena Florjančič in skupina volivcev | [ 104 ] |
| Občina Moravče                            | Martin Rebolj           | Socialni demokrati | [ 105 ] |
| Občina Moravske Toplice                   | Alojz Glavač            | Slovenska demokratska stranka Slovenska ljudska stranka Demokratična stranka upokojencev Slovenije                                                    | [ 106 ] |
| Občina Mozirje                            | Ivan Suhoveršnik        | Jožef Skornšek in skupina volivcev | [ 107 ] |
| Mestna občina Murska Sobota               | Anton Štihec            | Slovenska ljudska stranka Nova Slovenija Demokratična stranka upokojencev Slovenije Cvetka Šiška in skupina volivcev                                  | [ 108 ] |
| Občina Muta                               | Boris Kralj             | Liberalna demokracija Slovenije | [ 109 ] |
| Občina Naklo                              | Marko Mravlja           | Slovenska demokratska stranka | [ 110 ] |
| Občina Nazarje                            | Majda Podkrižnik        | Irena Vačovnik in skupina volivcev | [ 111 ] |
| Mestna občina Nova Gorica                 | Matej Arčon             | Liberalna demokracija Slovenije | [ 112 ] |
| Mestna občina Novo mesto                  | Alojz Muhič             | ZZD Slovenska ljudska stranka | [ 113 ] |
| Občina Odranci                            | Ivan Markoja            | Zelena koalicija | [ 114 ] |
| Občina Oplotnica                          | Matjaž Orter            | Martin Lesjak in skupina volivcev | [ 115 ] |
| Občina Ormož                              | Alojz Sok               | Nova Slovenija | [ 116 ] |
| Občina Osilnica                           | Antun Volf              | Slovenska ljudska stranka | [ 117 ] |
| Občina Pesnica                            | Venčeslav Senekovič     | Slovenska ljudska stranka | [ 118 ] |
| Občina Piran                              | Peter Bossman           | Socialni demokrati | [ 119 ] |
| Občina Pivka                              | Robert Smrdelj          | Slovenska ljudska stranka | [ 120 ] |
| Občina Podčetrtek                         | Peter Misja             | Jana Stojnšek in skupina volivcev | [ 121 ] |
| Občina Podlehnik                          | Marko Maučič            | skupina volivcev | [ 122 ] |
| Občina Podvelka                           | Anton Kovše             | Socialni demokrati | [ 123 ] |
| Občina Poljčane                           | Stanislav Kovačič       | Slovenska demokratska stranka | [ 124 ] |
| Občina Polzela                            | Ljubo Žnidar            | Slovenska demokratska stranka | [ 125 ] |
| Občina Postojna                           | Jernej Verbič           | Janko Simčič in skupina volivcev | [ 126 ] |
| Občina Prebold                            | Vinko Debelak           | Socialni demokrati Demokratična stranka upokojencev Slovenije Slovenska demokratska stranka Liberalna demokracija Slovenije Slovenska ljudska stranka | [ 127 ] |
| Občina Preddvor                           | Miran Zadnikar          | Stranka za napredek krajevnih skupnosti | [ 128 ] |
| Občina Prevalje                           | Matija Tasič            | Vladimir Petrič in skupina volivcev | [ 129 ] |
| Mestna občina Ptuj                        | Štefan Čelan            | Liberalna demokracija Slovenije | [ 130 ] |
| Občina Puconci                            | Ludvik Novak            | Slovenska ljudska stranka | [ 131 ] |
| Občina Rače - Fram                        | Branko Ledinek          | Slovenska ljudska stranka | [ 132 ] |
| Občina Radeče                             | Matjaž Han              | Socialni demokrati | [ 133 ] |
| Občina Radenci                            | Janez Rihtarič          | Slovenska ljudska stranka | [ 134 ] |
| Občina Radlje ob Dravi                    | Alan Bukovnik           | Socialni demokrati | [ 135 ] |
| Občina Radovljica                         | Ciril Globočnik         | Aleš Klement in skupina volivcev | [ 136 ] |
| Občina Ravne na Koroškem                  | Tomaž Rožen             | Slovenska demokratska stranka | [ 137 ] |
| Občina Razkrižje                          | Stanko Ivanušič         | Nevenka Budna in skupina volivcev | [ 138 ] |
| Občina Rečica ob Savinji                  | Vincenc Jeraj           | Andrej Flere | [ 139 ] |
| Občina Renče - Vogrsko                    | Aleš Bucik              | Radovan Rusjan | [ 140 ] |
| Občina Ribnica                            | Jože Levstek            | Slovenska demokratska stranka | [ 141 ] |
| Občina Ribnica na Pohorju                 | Srečko Geč              | Socialni demokrati | [ 142 ] |
| Občina Rogaška Slatina                    | Branko Kidrič           | Slovenska ljudska stranka Slovenska demokratska stranka                                                                                               | [ 143 ] |
| Občina Rogašovci                          | Edvard Mihalič          | Karel Lapoša in skupina volivcev | [ 144 ] |
| Občina Rogatec                            | Martin Mikolič          | Nova Slovenija | [ 145 ] |
| Občina Ruše                               | Uroš Štanc              | Socialni demokrati | [ 146 ] |
| Občina Selnica ob Dravi                   | Jurij Lep               | Liberalna demokracija Slovenije | [ 147 ] |
| Občina Semič                              | Polona Kambič           | Slovenska ljudska stranka | [ 148 ] |
| Občina Sevnica                            | Srečko Ocvirk           | Slovenska ljudska stranka | [ 149 ] |
| Občina Sežana                             | Davorin Terčon          | Liberalna demokracija Slovenije Socialni demokrati Zares Zveza za Primorsko                                                                           | [ 150 ] |
| Mestna občina Slovenj Gradec              | Matjaž Zanoškar         | Mitja Horvat in skupina volivcev | [ 151 ] |
| Občina Slovenska Bistrica                 | Ivan Žagar              | Slovenska ljudska stranka | [ 152 ] |
| Občina Slovenske Konjice                  | Miran Gorinšek          | Slovenska ljudska stranka | [ 153 ] |
| Občina Sodražica                          | Blaž Milavec            | Slovenska ljudska stranka | [ 154 ] |
| Občina Solčava                            | Alojz Lipnik            | Martina Poličnik | [ 155 ] |
| Občina Središče ob Dravi                  | Jurij Borko             | Slovenska demokratska stranka | [ 156 ] |
| Občina Starše                             | Bojan Kirbiš            | Demokratična stranka upokojencev Slovenije | [ 157 ] |
| Občina Straža                             | Alojz Knafelj           | Slovenska ljudska stranka | [ 158 ] |
| Občina Sveta Ana                          | Silvo Slaček            | Vinko Ketiš in skupina volivcev | [ 159 ] |
| Občina Sveta Trojica v Slovenskih goricah | Darko Fras              | Slovenska ljudska stranka | [ 160 ] |
| Občina Sveti Andraž v Slovenskih goricah  | Franc Krepša            | Nova Slovenija | [ 161 ] |
| Občina Sveti Jurij                        | Anton Slana             | Vinko Mlinarič in skupina volivcev | [ 162 ] |
| Občina Sveti Jurij v Slovenskih goricah   | Peter Škrlec            | Slovenska demokratska stranka | [ 163 ] |
| Občina Sveti Tomaž                        | Mirko Cvetko            | Nova Slovenija | [ 164 ] |
| Občina Šalovci                            | Iztok Fartek            | Liberalna demokracija Slovenije | [ 165 ] |
| Občina Šempeter - Vrtojba                 | Milan Turk              | Pavel Černe in skupina volivcev | [ 166 ] |
| Občina Šenčur                             | Miro Kozelj             | Slovenska demokratska stranka | [ 167 ] |
| Občina Šentilj                            | Edvard Čagran           | Slovenska demokratska stranka | [ 168 ] |
| Občina Šentjernej                         | Franc Hudoklin          | Slovenska ljudska stranka | [ 169 ] |
| Občina Šentjur                            | Marko Diaci             | Lista Marko Diaci - Gibanje Za Občino Šentjur | [ 170 ] |
| Občina Šentrupert                         | Rupert Gole             | Franc Bartolj in skupina volivcev | [ 171 ] |
| Občina Škocjan                            | Jože Kapler             | Slovenska demokratska stranka | [ 172 ] |
| Občina Škofja Loka                        | Miha Ješe               | Leona Mlakar in skupina volivcev | [ 173 ] |
| Občina Škofljica                          | Ivan Jordan             | Janez Marinčič in skupina volivcev | [ 174 ] |
| Občina Šmarje pri Jelšah                  | Jožef Čakš              | Slovenska ljudska stranka | [ 175 ] |
| Občina Šmarješke Toplice                  | Bernardka Krnc          | Bernardka Krnc in skupina volivcev | [ 176 ] |
| Občina Šmartno ob Paki                    | Alojz Podgoršek         | Socialni demokrati | [ 177 ] |
| Občina Šmartno pri Litiji                 | Milan Izlakar           | Blaž Izlakar in skupina volivcev | [ 178 ] |
| Občina Šoštanj                            | Darko Menih             | Slovenska demokratska stranka | [ 179 ] |
| Občina Štore                              | Miran Jurkošek          | Primož Kaluža in skupina volivcev | [ 180 ] |
| Občina Tabor                              | Vilko Jazbinšek         | Slovenska demokratska stranka | [ 181 ] |
| Občina Tišina                             | Franc Horvat            | Slovenska ljudska stranka | [ 182 ] |
| Občina Tolmin                             | Uroš Brežan             | SMS-Zeleni Slovenska ljudska stranka Zveza za Primorsko                                                                                               | [ 183 ] |
| Občina Trbovlje                           | Vili Treven             | Socialni demokrati Liberalna demokracija Slovenije | [ 184 ] |
| Občina Trebnje                            |                         | | [ 68 ]  |
| Občina Trnovska vas                       | Alojz Benko             | Slovenska ljudska stranka | [ 185 ] |
| Občina Trzin                              | Tone Peršak             | Boris Tone Peršak in skupina volivcev | [ 186 ] |
| Občina Tržič                              | Borut Sajovic           | Liberalna demokracija Slovenije | [ 187 ] |
| Občina Turnišče                           | Slavko Režonja          | Slovenska demokratska stranka | [ 188 ] |
| Mestna občina Velenje                     | Bojan Kontič            | Socialni demokrati | [ 189 ] |
| Občina Velika Polana                      | Damijan Jaklin          | Alojz Jerebic in skupina volivcev | [ 190 ] |
| Občina Velike Lašče                       | Anton Zakrajšek         | Slovenska demokratska stranka | [ 191 ] |
| Občina Veržej                             | Slavko Petovar          | Slovenska ljudska stranka | [ 192 ] |
| Občina Videm                              | Friderik Bračič         | Slovenska ljudska stranka | [ 193 ] |
| Občina Vipava                             | Ivan Princes            | Anton Lavrenčič in skupina volivcev | [ 194 ] |
| Občina Vitanje                            | Slavko Vetrih           | Slovenska ljudska stranka | [ 195 ] |
| Občina Vodice                             | Aco Franc Šuštar        | Slovenska demokratska stranka | [ 196 ] |
| Občina Vojnik                             | Benedikt Podergajs      | Slovenska ljudska stranka | [ 197 ] |
| Občina Vransko                            | Franc Sušnik            | Slovenska demokratska stranka | [ 198 ] |
| Občina Vrhnika                            | Stojan Jakin            | Janko Skodlar in ostali | [ 199 ] |
| Občina Vuzenica                           | Franjo Golob            | Slovenska demokratska stranka | [ 200 ] |
| Občina Zagorje ob Savi                    | Matjaž Švagan           | Zagorje gre naprej | [ 201 ] |
| Občina Zavrč                              | Miran Vuk               | Slovenska ljudska stranka | [ 202 ] |
| Občina Zreče                              | Boris Podvršnik         | Slovenska demokratska stranka | [ 203 ] |
| Občina Žalec                              | Janko Kos               | Socialni demokrati | [ 204 ] |
| Občina Železniki                          | Mihael Prevc            | Slovenska ljudska stranka | [ 205 ] |
| Občina Žetale                             | Anton Butolen           | Franc Pulko mlajši in skupina volivcev | [ 206 ] |
| Občina Žiri                               | Janez Žakelj            | Nova Slovenija | [ 207 ] |
| Občina Žirovnica                          | Leopold Pogačar         | Neodvisna lista za Žirovnico | [ 208 ] |
| Občina Žužemberk                          | Franc Škufca            | Franc Škufca in skupina volivcev | [ 209 ] |